# گرگوری بوگ
گرگوری بوگ (فرانسوی: Grégory Baugé‎؛ زادهٔ ۳۱ ژانویهٔ ۱۹۸۵) یک دوچرخه‌سوار اهل فرانسه است. وی در مسابقات کشوری و بین‌المللی در مجموع برندهٔ ۲ مدال طلا، ۱ مدال برنز شده‌است.